# 珍妮·霍普金斯·盧卡斯
珍妮·霍普金斯·盧卡斯（英語：Jeanne Hopkins Lucas，1935年12月25日—2007年3月9日）是美國政治人物，為第一位當選為北卡羅來納州參議員的非裔美國女性。 

## 生平
盧卡斯出生於北卡羅來納州達勒姆，父親是羅伯特·霍普金斯，母親是伯莎·霍爾曼·霍普金斯。她曾就讀於East End小學、Whitted初中和Hillside高中，並於1953年畢業。她在北卡羅來納州中央大學完成了外國語言文學學士學位，在那裡她是Delta Sigma Theta聯誼會的成員。 1957年至1975年期間，Lucas回到Hillside教授法語和西班牙語。從1975年到1976年，她擔任北卡羅來納州課堂教師協會的主席。 1977年，她獲得了NCCU的學校管理碩士學位，直到1993年，她一直在達勒姆公立學校擔任行政管理職務。盧卡斯被一些參議員稱為"珍妮女王"，曾在參議院多個委員會任職，包括擔任教育/高等教育委員會多數黨黨鞭和高級主席、教育/高等教育委員會聯合主席、農業/環境/自然資源委員會副主席等領導職務。
她是Mount Gilead浸信會的成員和理事，並積極參與達勒姆其他各種民間團體，包括有色人種協進會的地方分會。
2003年，她被診斷出患有乳腺癌腫瘤，並接受了嚴格的治療，將其切除。她去世後，已故民權領袖弗洛伊德-麥基西克的兒子小弗洛伊德-麥基西克被任命為北卡羅來納州參議員，填補她剩餘的任期。